# Ana de Castro Egas
Ana de Castro Egas va ser una poetessa i biògrafa del Segle d'Or espanyol; nascuda a Valdepeñas, Ciudad Real, a la fi del segle xvi i establerta a Madrid; va dedicar la seva obra a realçar la figura del rei Felip III. Va publicar en 1629, Eternitat del Rei Don Filip tercer El nostre Senyor, el Piadós, l'única obra que es conserva de l'autora.
De nena va conèixer a l'Infant don Ferran d'Àustria i després va formar part del cercle íntim de la Casa Real i íntima amiga dels Ducs de Lerma i Uceda..
Se sap sobre Ana pels innombrables poemes i proses laudatoris que sobre ella i per a ella van escriure principals poetes i escriptors de la seva època, com: Lope de Vega, Quevedo, Valdivieso, Mira de Amescua, Bocangel, López Zárate, Pérez de Montalbán o Pellicer, pel que es dedueix que va ser una dona molt bella i il·lustrada, a més de molt admirada pels seus coetanis. Així, per exemple, malgrat la misogínia que Quevedo va demostrar cap a les escriptores i poetises de la seva època, va col·laborar en els seus escrits. Jauralde va afirmar d'ella: "Ana de Castro Egas és una dama de la Cort amb merescuda fama de «lletrada»".
Es creu que va poder haver utilitzat el pseudònim d'Anarda per signar diverses desenes escrites en la dècada del 1620. Tirso de Molina, en la seva novel·la Cigarrales de Toledo, té com a protagonista a una tal Anarda que és acadèmica de la Cort.
Fou juntament amb Lope de Vega la promotora d'incloure dones en els cercles literaris i acadèmics; amb ella van col·laborar especialment set dones, entre les quals es trobaven la seva neboda, Catalina del Riu, i les seves cosines, Clara Maria i Ana Maria de Castro. Així, per exemple, Lope de Vega va escriure sobre ella en la seva obra El Llorer d'Apol·lo.